# Hubert H. Humphrey Metrodome
O Hubert H. Humphrey Metrodome (ou simplesmente Metrodome) foi um estádio fechado localizado em Minneapolis, estado de Minnesota, nos Estados Unidos. Abrigou os times de futebol americano Minnesota Vikings (NFL) de 1982 a 2013 e baseball Minnesota Twins (MLB) de 1982 a 2009, bem como o de basquetebol Minnesota Timberwolves (NBA) em 1989 e 1990 antes da construção do Target Center.

## História
Começou a ser construído em dezembro de 1979, sendo inaugurado em 3 de abril de 1982. Tem capacidade de 48.000 torcedores de baseball ou 63.000 de futebol americano.
O estádio recebeu o nome em homenagem ao ex-Prefeito de Minneapolis, Senador por Minnesota (1949–1964 e 1971–1978) e Vice-Presidente dos Estados Unidos (1965–1969), Hubert H. Humphrey, que faleceu em 1978.
Foi palco do World Series (as finais do baseball), do Super Bowl XXVI de 1992 (Washington Redskins 37 — 24 Buffalo Bills) e do All-Star Game da MLB de 1985.

### Demolição
Em 2010, os Twins se mudaram para um estádio próprio, o Target Field. No mesmo ano, o teto inflável do Metrodome desabou sob o peso de uma pesada nevasca, forçando os Vikings a jogarem uma partida em Detroit e outra no TCF Bank Stadium, na Universidade de Minnesota. O incidente ajudou a Câmara de Minnesota a aprovar o financiamento de um novo estádio para os Vikings no mesmo local do Metrodome em 2012. O Metrodome foi demolido em 2014, e o novo estádio será inaugurado em 2016, com os Vikings usando o TCF Bank Stadium no período.
- Metrodome abrigando um jogo da Universidade de Minnesota.
- Jogo dos Minnesota Vikings no Metrodome.
- Jogo do Minnesota Twins no Metrodome
- Metrodome com configuração para basquetebol
- Metrodome com o teto inflável desabado, 2010.
- Metrodome sob demolição.